# 右門捕物帖 南蛮鮫
『右門捕物帖 南蛮鮫』（うもんとりものちょう なんばんざめ）は、1961年（昭和36年）1月15日公開の日本映画である。東映製作・配給。監督は小沢茂弘。カラー、東映スコープ、87分。
大友柳太朗主演の『右門捕物帖』シリーズの第3作。

## スタッフ
- 監督：小沢茂弘
- 脚本：鈴木兵吾
- 原作：佐々木味津三
- 撮影：伊藤武夫
- 音楽：鈴木静一
- 美術：鈴木孝俊
- 編集：宮本信太郎

## キャスト
- むっつり右門：大友柳太朗

- おしゃべり伝六：堺駿二
- あばたの敬四郎：進藤英太郎
- ちょんぎれ松：喜味こいし
- 松平伊豆守：山形勲
- 千鶴：大川恵子
- お花：丘さとみ
- 妙姫：松島トモ子
- 坂部利右衛門：明石潮
- 徳川家光：山城新伍
- 水野甲斐守信之：坂東吉弥
- 土井大炊頭：香川良介
- 島右京之亮：柳永二郎
- 轟武平太：戸上城太郎
- 南蛮鮫の辰：阿部九洲男
- 又五郎：団徳麿
- 堀尾喜内：杉狂児
- 下駄屋の平助：夢路いとし
- 真念：水野浩
- 坂田益軒：高松錦之助

- 与吉：大川橋蔵